# Palpita irroratalis
Palpita irroratalis là một loài bướm đêm trong họ Crambidae.